# Aleksandr Michajlovič Kuzminskij
Aleksandr Michajlovič Kuzminskij (in russo Александр Михайлович Кузминский?; Perm', 22 marzo 1844 – Pietrogrado, 1º marzo 1917) è stato un politico russo.

## Biografia
Era il figlio di Michail Petrovič Kuzminskij (1811-1847), e di sua moglie, Vera Aleksandrovna Islavina (1825-1909).

## Carriera
Nel 1864 si laureò presso l'Imperial College of Law e poi si unì l'alto funzionario del servizio civile per incarichi speciali presso il governatore di Volyn.
Nel novembre 1866, con l'introduzione della riforma giudiziaria, venne nominato magistrato del tribunale distrettuale di Tula. Un anno dopo è stato nominato procuratore aggiunto della stessa corte.
Nel 1871 si trasferì nel Caucaso e venne nominato procuratore di Kutaisi e Tiflis. Nel 1879 è stato nominato procuratore aggiunto della corte di giustizia di Charkiv. L'anno successivo, su invito del conte Loris-Melikov, partecipato ai lavori di elaborazione per produrre una relazione sulla gestione del territorio di Charkiv, e poi è stato chiamato a San Pietroburgo per l'istituzione della commissione amministrativa suprema.
Ricoprì la carica di presidente del tribunale distrettuale di San Pietroburgo (1881-1889). Nel 1889, prima dell'introduzione della riforma giudiziaria nelle province baltiche, è stato nominato procuratore della corte di giustizia di San Pietroburgo e ha preso parte attiva all'apertura della nuova corte di giustizia della provincia. Ricoprì la carica di presidente anziano della Corte di giustizia Kiev (1894-1900). Nel 1896 fi promosso a consigliere segreto.
Nel mese di ottobre 1900 è stato nominato senatore. Nel 1911 fu promosso al rango di consigliere.

## Matrimonio
Nel 1867 sposò la scrittrice Tatiana Andreevna Bers (1846-1925). Ebbero otto figli:
- Dar'ja Aleksandrovna (1868-1873);
- Marija Aleksandrovna (1869-1923), sposò Ivan Georg'vič Erdelyi;
- Vera Aleksandrovna (1871-1940);
- Tatiana Aleksandrovna (1872-1877);
- Michail Aleksandrovič (1875-1938);
- Aleksandr Aleksandrovič (1880-1930);
- Vasilij Aleksandrovič (1883-1933);
- Dmitrij Aleksandrovič (1888-1937)[2].

## Morte
Morì il 1º marzo 1917 a San Pietroburgo. Fu sepolto al cimitero di Novodevichy a Mosca.